# Gušter (top)
Gušter je top koji je izradio Ivan Krstitelj Rabljanin i bio postavljen na dubrovačkoj utvrdi Lovrijencu.

## Povijest
U dubrovačkim povijesnim dokumentima topovi se spominju već 1351. godine dok je njihova upotreba za potrebe obrane grada započela 1358. godine. Prvu ljevaonicu osnovanu 1411. vodio je domaći majstor. Prema Lukši Beritiću Dubrovnik je 1524. imao 251 top različitog kalibra ukupne mase 90.758 kolograma i vrijednosti 14.444 dukata od čega je većina bila smještena na dubrovačkim gradskim zidinama. Sam Gušter izliven je 1537. što potvrđuje natpis na topu.
| A. S. MDXXXVII IUPITER OMNIPOTENS ITERUM SI PERDERE VELLET CRUDELEM GENTEM VIRIBUS IPSE SUIS NEMPE EGO TUNC IOVE SAEVIREM CRUDELIUS IPSA VI, QUAM BAPTISTE PRAEBUIT ARTE MANUS OPUS BAPTISTAE ARBENSIS IN ARCE S. LAVRENTII |

Što u prijevodu glasi: Godine spasa 1537. Da Jupiter svemogući po drugi put uništiti želi okrutni rod, tada bih i sam dakako silama svojim bjesnio češće od Jupitera samog silom koju umješno dala je ruka Baptiste. Djelo Baptiste Rabljanina na tvrđavi svetog Lovrijenca. Iako se iz topova izbjegavalo pucati, u nekim trenutcima Dubrovčani su ih učinkovito usmjeravali na napadače. Tako je zapovjednik Lovrijenca Pero Ohmučević neposredno nakon velikog potresa 1667. godine naredio da se puca na dvije mletačke galije koje su počele s iskrcavanjem na najoštećenijem dijelu zidina, između bastiona sv. Andrije i tvrđave Bokara. Nakon paljbe iz Guštera galije su se povukle prema Gružu i dalje za Veneciju.
Za razliku od ostalih topova koje su razrezali i u manjim komadima odnijeli, Austrijanci su se u listopadu 1814. godine htjeli domoći Guštera u jednom komadu kako bi ga mogli postaviti u muzeju kao remek djelo starinskog topništva. Kako ga ni nakon djelomičnog rušenja vrata na tvrđavi nisu uspjeli odnijeti, pokušali su ga konopcima spustiti na splav na moru. Pri spuštanju su konopci, za koje se pričalo da su ih namjerno zarezali neki Dubrovčani, popucali pa je top pao u more.
U više navrata tragalo se za Gušterom u predjelu pod tvrđavom, ali do sad nije pronađen.

## Ime
Postoji legenda da su po izlijevanju topa ljudi radi ispitivanja okrenuli top prema Konavlima. Ispaljeno zrno je palo u Konavosko polje pri čemu je poginula jedna žena i gušter čiju su krv pronašli na listu loze prema čemu je top dobio ime. Prema drugim izvorima dobio je ime po zelenkastoj patini koja ga je vremenom obložila.